# 文祥

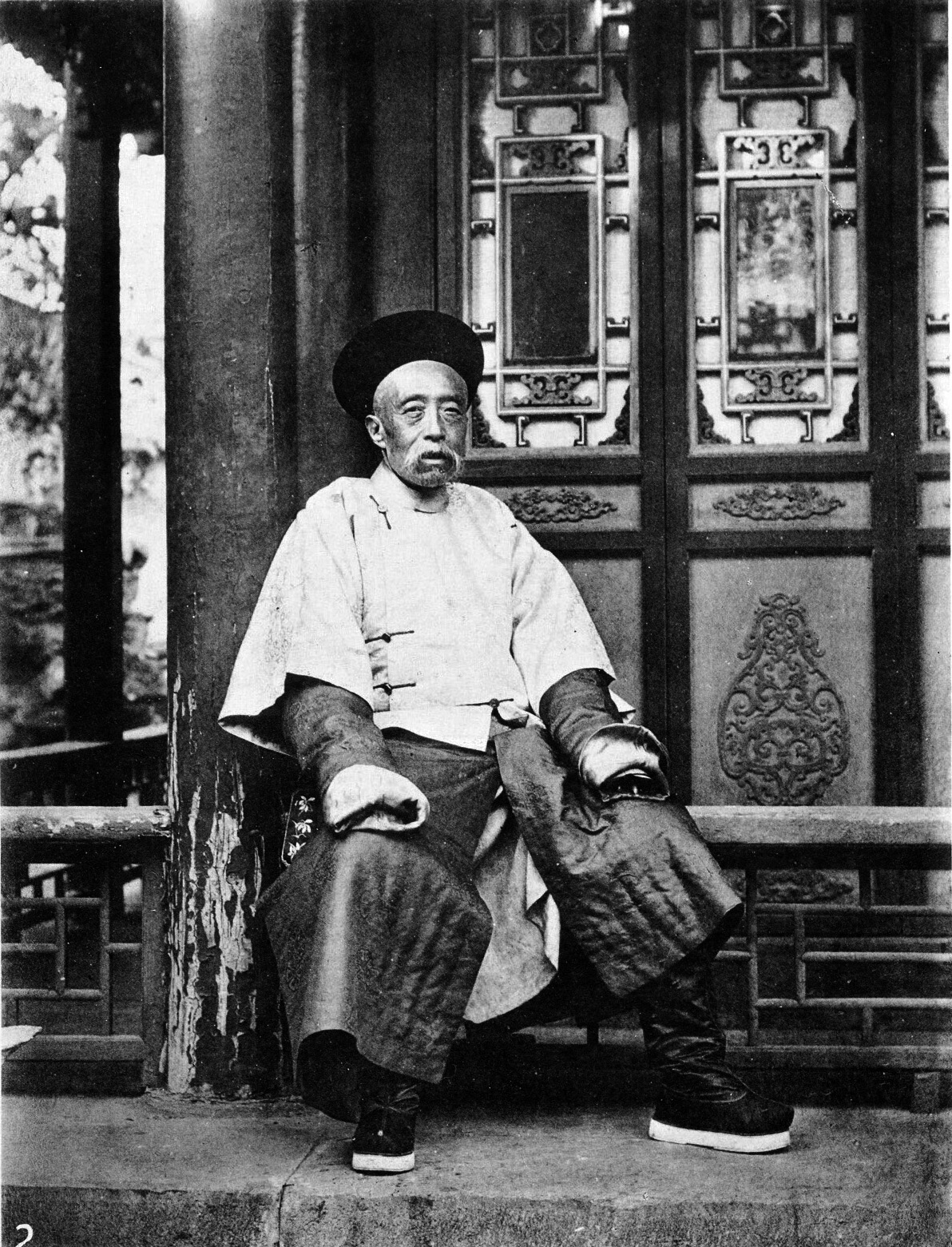

文祥（转写：wensiyang；1818年—1876年），瓜爾佳氏，字博川，號子山，盛京正紅旗人，晚清政治人物，洋務運動的重要領導人之一。

## 生平
清道光二十五年（1845年）中進士，入工部當官，太平天國軍北伐時，許多北京一帶的工匠逃走，他被調至在北京設立臨時的巡防處作事。咸豐四年（1854年）昇作工部員外郎，咸豐五年（1855年）昇郎中，咸豐八年（1858年）昇為內閣學士，同年以軍機大臣行走，次年正式昇為軍機大臣，英法聯軍之役，咸豐帝逃往熱河，文祥協助桂良及奕訢與各國進行交涉，其後參與了總理衙門的成立提案。咸豐十一年（1861年）的辛酉政變中，支持東太后與西太后，待肅順等顧命八大臣敗後，上奏提議東太后與西太后兩宮垂簾，其後受到兩位太后重用，死前一直擔任軍機大臣和總理衙門大臣之職，並曾兼任都察院左都御史、工部尚書、吏部尚書、協辦大學士、大學士等職位。光緒二年（1876年）去世，諡文忠。

## 傳記
他的自傳《文忠公自訂年譜》收錄於《文文忠公事略》。

## 評價
他被認為是勤勉正直的一位政治人物，為官廉潔，私下生活也很樸素，在晚年十多年中對於自強運動的推行，以及與西方的外交事務上扮演重要的角色。他在死前不久，光緒元年（1875年）上《密陈大计疏》指出國會的重要：“说者谓各国性近犬羊，未知政治，然其国中偶有动作，必由其国主付上议院议之，所谓谋及卿士也；付下议院议之，所谓谋及庶人也。议之可行则行，否则止，事事必合乎民情而后决然行之。”认为这样的制度，清帝国“势有难行，而义可采取”。这是中国最高领导层第一次议论吸取民主制度的精神，改进本国的施政。

## 外部連結
- 中国宪政：曲折而凄惨的开篇 （页面存档备份，存于）
- （清）（瓜爾佳）文祥 （页面存档备份，存于） 中央研究院 歷史語言研究所 明清檔案工作室

| 官衔        | 官衔                                                                             | 官衔        |
| ----------- | -------------------------------------------------------------------------------- | ----------- |
| 前任： 倭仁 | 清朝工部滿尚書 同治元年閏八月丙申－同治五年二月乙巳 1862年10月9日－1866年3月31日 | 繼任： 瑞常 |
| 前任： 瑞常 | 吏部滿尚書 同治五年二月乙巳－同治十一年六月甲子 1866年3月31日－1872年7月16日     | 繼任： 寶鋆 |